# Spiderland
Spiderland é o segundo e último álbum de estúdio da banda de post-rock americana Slint. Foi lançado pela Touch and Go Records em 27 de março de 1991. A formação do Slint na época da gravação era composta por Brian McMahan nos vocais e guitarra, David Pajo na guitarra, Todd Brashear no baixo e Britt Walford na bateria. Spiderland foi projetado por Brian Paulson e gravado ao longo de quatro dias em agosto de 1990. A música e as melodias vocais foram compostas durante o verão de 1990, enquanto as letras foram escritas em estúdio.
Formada em 1986 em Louisville, Kentucky, a banda Slint se conheceu quando era adolescente, e tocava na cena punk do Centro-Oeste, mas logo se afastou sonoramente de suas raízes hardcore punk. Na época em que gravaram Spiderland no final de 1990, a banda havia desenvolvido um som complexo e idiossincrático, caracterizado por métricas rítmicas atípicas, dissonância harmônica e estruturas musicais irregulares. A interpretação vocal de McMahan no disco alterna entre palavra falada, canto e gritos. As letras são apresentadas em um estilo narrativo e abordam temas como desconforto, ansiedade social, solidão e desespero.
O Slint se separou pouco antes do lançamento do álbum devido à depressão de McMahan. Nos Estados Unidos, Spiderland inicialmente atraiu pouca atenção da crítica e vendeu mal. No entanto, a recepção calorosa dos jornais musicais do Reino Unido e o aumento gradual nas vendas nos anos seguintes ajudaram a desenvolver um culto significativo de seguidores. Spiderland é amplamente considerado como fundamental para os movimentos post-rock e math rock dos anos 1990, e é citado pelos críticos como um marco do indie e do rock experimental, inspirando uma infinidade de artistas subsequentes. O Slint se reuniu em 2005 para apresentar o álbum na íntegra em três turnês internacionais.

## Antecedentes

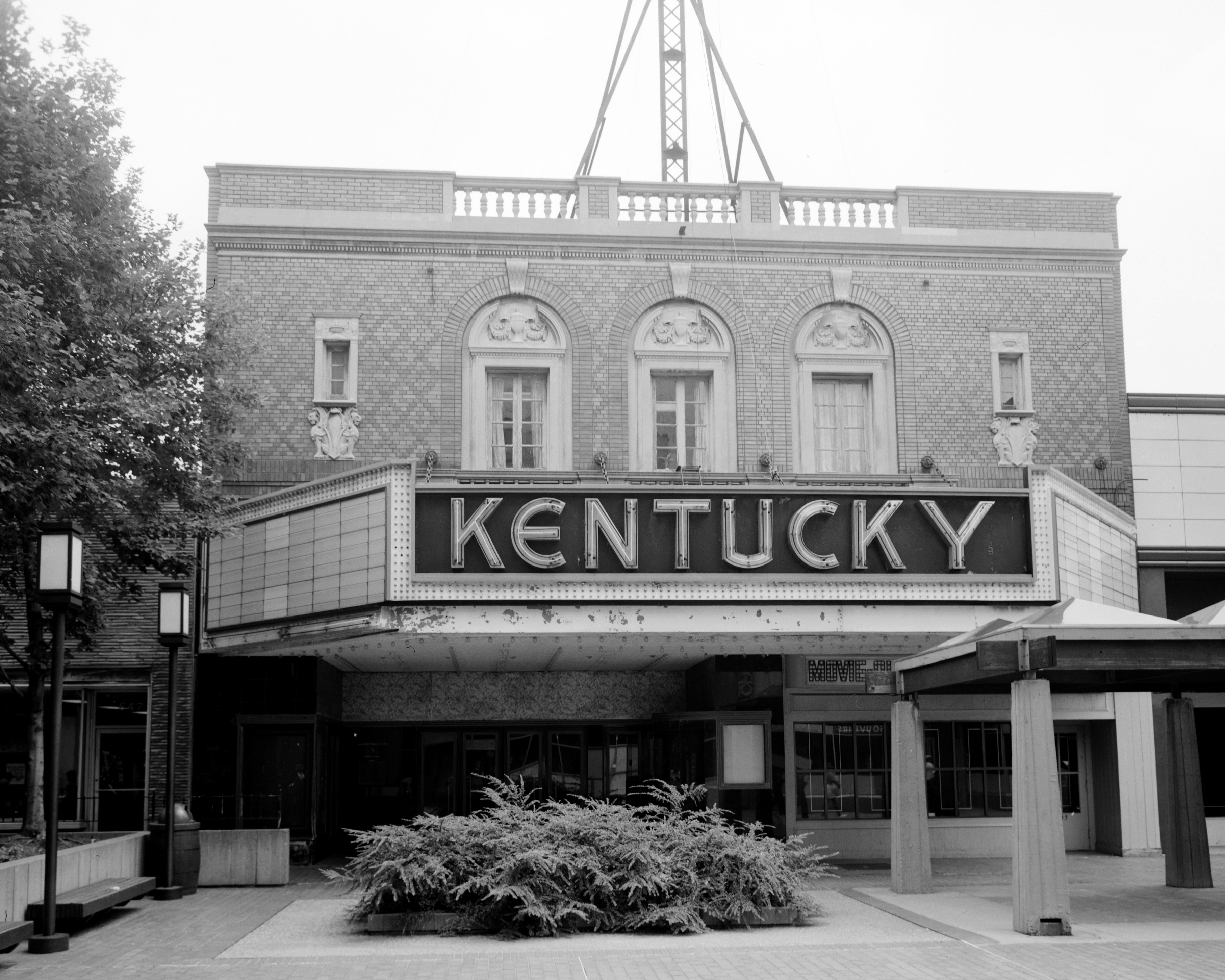
Antes de gravar Spiderland, o Slint apresentou versões instrumentais de suas novas músicas durante um show no Kentucky Theater (foto sem data) em 23 de junho de 1990

O Slint foi formado em 1986 em Louisville, Kentucky, após a dissolução de duas bandas locais: Squirrel Bait e Maurice. Os membros fundadores incluíam David Pajo (guitarra), Britt Walford (bateria) e Ethan Buckler (baixo), com Brian McMahan (guitarra, vocal) se juntando logo após sua primeira apresentação. Seu álbum de estreia, Tweez, foi gravado por Steve Albini e lançado em 1989 pela gravadora própria do grupo, Jennifer Hartman Records and Tapes. Buckler deixou a banda por insatisfação com Tweez, e foi substituído por Todd Brashear. Sua segunda gravação foi um extended play (EP) sem título, comumente chamado de Slint. Seu som de rock instrumental apresentado no EP, que não seria lançado até 1994, refletiu tanto sua nova direção quanto sua sofisticação musical aumentada desde que escreveram e gravaram seu álbum de estreia.
As gravações de estúdio de 1989 chamaram a atenção de Corey Rusk, cofundador da Touch and Go Records . Ele disse que o álbum "era radicalmente diferente do Tweez. [...] Lembro-me de pegar uma fita disso e ouvi-la repetidamente, muito alto." No início de 1990, Rusk concordou em pagar pelo tempo de estúdio e se comprometeu a lançar seu próximo disco pela Touch and Go. Em julho de 1989, duas semanas após o lançamento de Tweez, o Slint apoiou os shows de Crain e King Kong nos quais eles estrearam as primeiras versões das músicas: "Nosferatu Man", "Breadcrumb Trail", "Good Morning, Captain" e "Washer". Em junho, eles executaram versões instrumentais quase finalizadas das canções do Spiderland durante um concerto no Kentucky Theater.

## Produção e gravação
Durante o verão de 1990, a banda praticou a música para seis novas canções que McMahan e Walford escreveram para o segundo álbum do Slint. As músicas foram gravadas em agosto de 1990 com o produtor Brian Paulson, que era conhecido por seu estilo de gravação "ao vivo" e tomadas minimalistas. Paulson disse mais tarde que a gravação "foi estranha... porque me lembro de estar sentado lá, e eu simplesmente sabia que havia algo sobre isso. Nunca ouvi nada assim." McMahan e Walford escreveram as letras no último minuto enquanto estavam no estúdio, apesar de terem trabalhado as melodias vocais com antecedência, utilizando gravações de sessões de treino e uma máquina de quatro faixas. O álbum explorou principalmente temas de amadurecimento e ansiedade sobre a aproximação da vida adulta, e McMahan não queria que as letras ou o estilo vocal fossem ouvidos por outros até as gravações propriamente ditas. Ele disse: "Eu não queria ensaiar os vocais... foi uma experiência única e catártica."
As sessões de gravação foram intensas, tensas e muitas vezes difíceis. De acordo com a AllMusic, eles foram "traumáticos... e mais uma evidência apoiando a teoria de que os membros da banda tiveram que ser periodicamente institucionalizados durante a conclusão do álbum". Circularam rumores de que pelo menos um membro do Slint havia se internado em um hospital psiquiátrico. Walford disse mais tarde que não havia verdade em tais alegações, embora a banda estivesse "definitivamente tentando levar as coisas a sério, muito intensamente, o que tornou a gravação do álbum um tanto estressante". A gravação foi concluída em quatro dias.

## Música
O trabalho de guitarra do álbum é conhecido por seu som espaçoso, ritmos angulares, mudanças dinâmicas dramaticamente alternadas e assinaturas de tempo irregulares. O estilo de canto de McMahan varia entre murmúrios, palavras faladas, gritos forçados e um estilo narrativo escrito. Will Hermes, do Spin, resumiu o som do álbum como "King Crimson de meados dos anos 70 que se tornou emo: acordes de guitarra estridentes e notas maravilhosas em instrumentais de compasso ímpar salpicados com palavras faladas e cantadas". Steve Albini, escrevendo para a Melody Maker, descreveu a música como "estrutural e tonal", dizendo que a banda "lembra Television circa Marquee Moon e Crazy Horse, cuja simplicidade eles ecoam e cujo estilo certamente não".
As letras são geralmente de estilo narrativo e foram descritas como "misteriosas" e com "sintaxe peculiar". Tanto as melodias vocais quanto as palavras foram escritas por McMahan e Walford depois que as faixas básicas foram gravadas durante as sessões de prática, e muitas vezes não foram ouvidas por Pajo e Brashear até a gravação final em estúdio. As adições vocais frequentemente levavam as músicas em novas direções, com exemplos sendo "Good Morning, Captain" e "Washer". McMahan nunca se sentiu confortável em assumir o papel de vocalista e só o fez porque ninguém mais na banda o faria. Ele aumenta consideravelmente seu alcance em "Spiderland", incorporando suas abordagens anteriores sussurradas e gritadas com o que Tennent descreve como "canto real" convencional.
A faixa de abertura, "Breadcrumb Trail", descreve um dia em um carnaval com uma cartomante. A música é construída a partir de um arranjo complexo de guitarra com transições bruscas, durante as quais a guitarra oscila entre um riff de som limpo com harmônicos no verso e uma distorção pesada e aguda no refrão. "Nosferatu Man" é a segunda faixa e foi inspirada no filme mudo expressionista alemão de 1922, Nosferatu. Seu verso inclui um riff de guitarra dissonante que usa notas agudas semelhantes às de "Breadcrumb Trail" e uma batida de bateria centrada em caixa e tom-tons. O refrão, com guitarra distorcida e "irregular" e uma batida com "pratos batendo com rápidos preenchimentos de bateria", segue para um groove estendido antes da música terminar com 30 segundos de feedback.
Walford canta e toca guitarra solo em "Don, Aman", um anagrama deliberado de Madonna. Entregue em um tom abafado, a letra ambígua da música retrata os pensamentos de uma "alma isolada" antes, durante e depois de uma noite em um bar. O ritmo acelera à medida que a música se desenvolve, tornando-se alto e distorcido no pico, antes de voltar à velocidade original. "Washer" é a faixa mais longa do álbum e apresenta uma introdução em baixo volume com guitarra e pratos antes do resto da banda se juntar à gravação. A música cresce até o verso final, quando a tensão é quebrada por uma distorção alta, seguida por um longo final. Pajo disse que está particularmente orgulhoso do solo de guitarra de uma nota da música, admitindo que "naquele ponto da minha vida, se alguém me pedisse para fazer um solo, eu faria exatamente o oposto do que um solo geralmente é. Em vez de tocar um monte de notas, eu tocaria apenas uma, embora eu tenha feito algumas coisas decorativas ao redor dela. Há algumas coisas legais e estranhas naquela música".
O instrumental "For Dinner..." começa com uma seção tranquila de "acordes pensativos pulsando com o estrondo ocasional de tons abafados e bumbo", a música percorre seções de construção e liberação de tensão. As guitarras empregam afinação padrão, e não usam pedais de efeitos. A canção de encerramento, "Good Morning, Captain", foi descrita como uma homenagem ao poema de Samuel Taylor Coleridge, The Rime of the Ancient Mariner  mas a banda negou isso. A música, que Pajo diz ser sua favorita do álbum, é construída a partir de uma estrutura de guitarra de dois acordes, descrita como um "riff fino e firme" e uma batida de bateria "espasmódica". Durante a gravação do refrão final, McMahan ficou fisicamente doente devido ao esforço de gritar sobre as guitarras. David Peschek, do The Guardian, comparou "Good Morning, Captain" ao Led Zeppelin por seu escopo épico, mas não por seu humor sombrio, escrevendo: "a [canção] extraordinária é "Stairway to Heaven" [do Slint], se é possível imaginar Stairway to Heaven despojado de toda a grandiloquência."

## Título e embalagem
O título se originou do irmão mais novo de McMahan, que achou que o disco soava "aranhoso". A fotografia da capa em preto e branco retrata os membros da banda nadando no lago de uma pedreira abandonada em Utica, Indiana. A fotografia foi tirada pelo músico Will Oldham, que era amigo da banda e cujo pai havia tirado a fotografia da capa da Tweez. The Stranger atribui à imagem a responsabilidade pela mística posterior em torno da banda tímida em termos de publicidade, e observa que "a maioria das pessoas só tinha visto Slint como quatro cabeças a flutuar numa pedreira do Kentucky na capa de Spiderland. Os ouvintes refletiam sobre as capas a preto e branco da banda, escassamente adornadas, como se fossem ruínas com segredos".

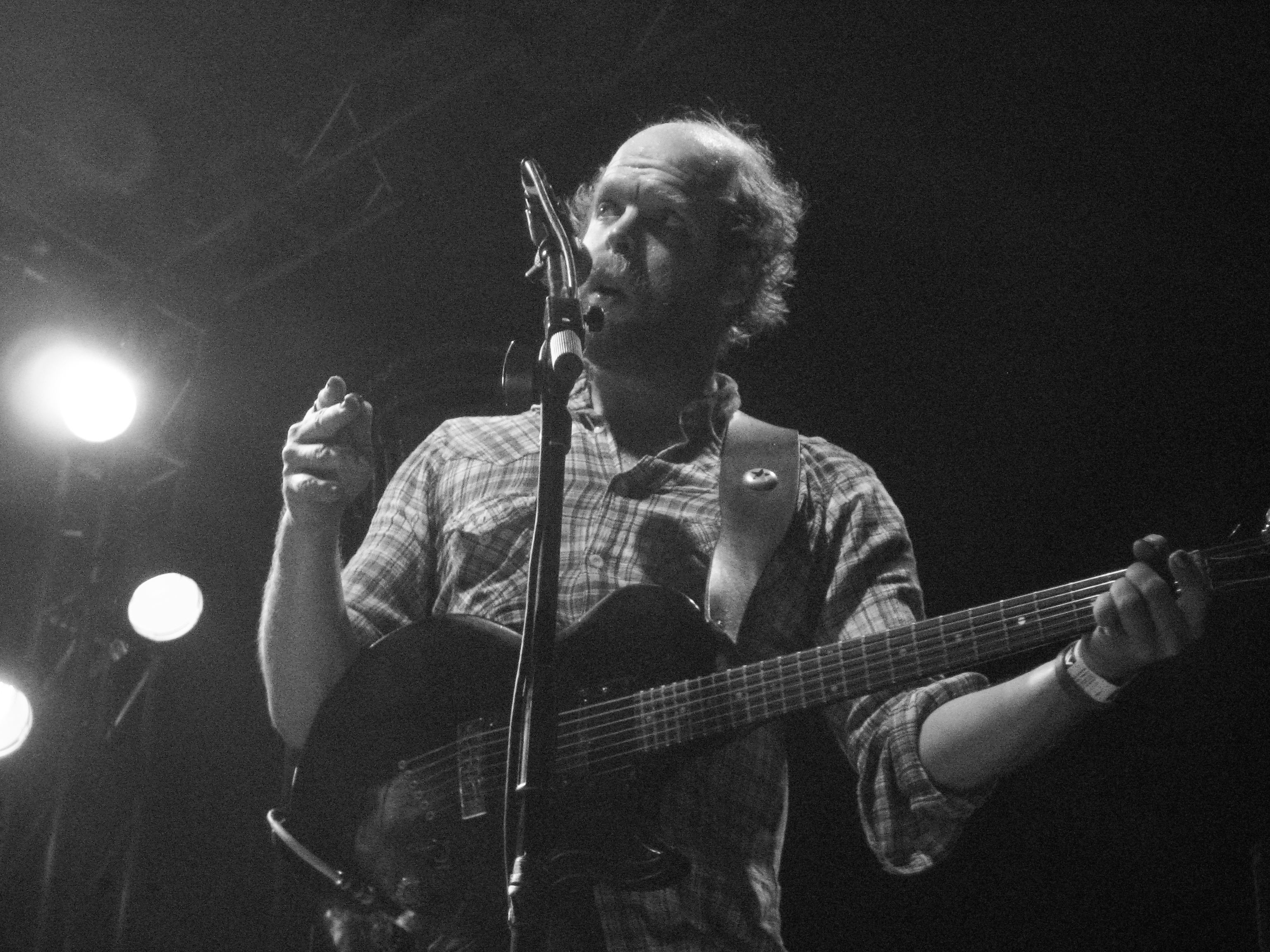
A fotografia da capa do Spiderland foi tirada por Will Oldham (fotografado em 2009), um amigo da banda e mais tarde colaborador musical de vários de seus membros.

Chris Gaerig do Michigan Daily escreveu que a capa do álbum "captura o medo alegre e a violência do álbum com tanta precisão que abala as almas. O grupo — submerso em um lago até o queixo com sorrisos perturbados — parece estar perseguindo você, pairando fora da fachada em preto e branco." Várias outras imagens promocionais foram tiradas da mesma sessão de fotos com Oldham.
A fotografia na contracapa é de uma aranha-lobo morta, tirada por Noel Saltzman, que também tirou a foto da capa não creditada do EP sem título de 1994. Saltzman encontrou a aranha em um galpão enquanto trabalhava em seu emprego de verão. Como não ficava parado o suficiente para ser fotografado, Saltzman o matou, congelou e reposicionou com uma pinça para tirar a foto. A capa interna contém a mensagem "vocalistas interessadas, escrevam para 1864 douglas blvd. louisville, ky. 40205". As palavras "esta gravação deve ser ouvida em vinil" estão impressas em algumas edições de CD, indicando a preferência de Slint por dispositivos de áudio analógicos.

## Recepção
| Críticas profissionais                          | Críticas profissionais |
| ----------------------------------------------- | ---------------------- |
| Críticas anteriores à reedição de 2014          |                        |
| Avaliações da crítica                           |                        |
| Fonte                                           | Avaliação              |
| All Music Guide(2001, 4ª ed.)                   | [ 14 ]                 |
| Christgau's Consumer Guide(2000)                | C+                     |
| The Encyclopedia of Popular Music(1998, 3ª ed.) | [ 36 ]                 |
| Kerrang! (2011)                                 | 4/5                    |
| Melody Maker (1991)                             | "Ten fucking stars"    |
| NME (1991)                                      | 7/10                   |
| The Rolling Stone Album Guide(2004, 4ª ed.)     | [ 39 ]                 |
| Select (1991)                                   | 4/5                    |
| Spin Alternative Record Guide(1995)             | 8/10                   |

A banda já havia se separado quando o Touch and Go estava se preparando para o lançamento do álbum. Como resultado, uma turnê planejada pela Europa foi cancelada, e o álbum recebeu promoção mínima. Assim, não conseguiu atrair público, causar impressão nas rádios universitárias ou nas paradas dos Estados Unidos ou do Reino Unido. O álbum passou praticamente despercebido pela imprensa musical americana ou pelos fanzines. Maximumrocknroll descreveu-o como "genial", mas apenas durante uma menção passageira no meio de uma coluna sobre a cena do Kentucky. O escritor da Flipside não conseguiu fazer uma resenha do álbum porque recebeu uma cópia danificada da gravadora e não pediu para substituí-la. McMahan admite que, embora a banda não tenha procurado se envolver com jornalistas, "não havia realmente uma grande infraestrutura para divulgar informações em larga escala. Nós definitivamente evitamos isso."
A imprensa musical do Reino Unido foi a primeira a noticiar o álbum. Edwin Pouncey fez uma resenha dele na edição de 23 de março de 1991 da NME, achando que seu som estava em dívida com o Sonic Youth, mas concluindo que "algo original se contorce no cerne do Slint. Talvez da próxima vez eles revelem tudo." Albini, que produziu Tweez, escreveu uma resenha para o Melody Maker publicada na semana seguinte. Ele elogiou a originalidade e a intensidade emocional da música, bem como a clareza e a rapidez da produção de Paulson. Afirmou que Tweez — que ele produziu — apenas "sugere o gênio deles", mas tem pouco do "poder de permanência" manifestado em Spiderland. Ele concedeu ao álbum "dez estrelas do caralho" e previu que ele ganharia destaque, escrevendo "É um disco fantástico... e ninguém que ainda seja capaz de se emocionar com a música rock deve perdê-lo. Daqui a 10 anos será um marco, e nessa altura terão de se esforçar para comprar uma cópia."
O álbum vendeu apenas alguns milhares de cópias no primeiro ano. Mesmo alguns anos depois, estima-se que tenha vendido menos de 5.000 cópias. O Slint permaneceu como um ato local obscuro no período que antecedeu o lançamento do álbum. Quando foi lançado, a banda já havia se separado e seus membros haviam partido para novos projetos, acreditando que Slint seria "apenas mais um pontinho".
Na edição de fevereiro da Select, o crítico Mike Noon elogiou seu "sucesso assustador", mas alertou que o som da banda levaria tempo para ser totalmente apreciado.  Em setembro de 1992, Ben Thompson fez uma resenha de Spiderland e Tweez para o The Wire e, embora a reputação da banda já tivesse crescido naquela época, escreveu que bandas "como Pavement" os estavam "saudando como luzes guia para uma nova obliquidade". "Não é de se surpreender que esses discos tenham confundido as pessoas no primeiro lançamento", ele escreveu, em parte porque os ouvintes estavam preparados para esperar um noise rock direto — uma "distração total" que escondia o som "alarmantemente introvertido" da banda. Thompson achou Spiderland acessível, mas escreveu que "exige que você levante a cabeça bem perto dos alto-falantes (ou compre fones de ouvido) se quiser descobrir o que está sendo dito e cantado". De acordo com o biógrafo Scott Tennent, a crítica elogiosa do Melody Maker não conseguiu atrair interesse comercial, mas ao longo dos anos conseguiu resgatar o álbum de um rebaixamento à obscuridade, garantido de outra forma.

## Legado
Spiderland é considerado uma grande influência para as bandas de post-rock Godspeed You! Black Emperor, Isis e Explosions in the Sky. Lou Barlow do Dinosaur Jr. e Sebadoh disse que o álbum era "silencioso para alto" enquanto ainda soava como nada antes, como se fosse "um novo tipo de música". Stuart Braithwaite do Mogwai ficou impressionado com o "toque psíquico" evidente em Spiderland, afirmando "quando o ouvi, era diferente de tudo que eu já tinha ouvido antes. Ainda não sei se já ouvi algo parecido, agora. Obviamente, muitas bandas tiram muito proveito dele — eu sei que nós tiramos." PJ Harvey incluiu Spiderland em sua lista de discos "Ten For Today" de 1992, enquanto Bob Nastanovich do Pavement o classificou como um de seus álbuns favoritos.
Sua capa foi recriada pelo The Shins no videoclipe de "New Slang". O álbum é considerado essencial para "o tecido do gênero math rock".  Peschek descreveu-o como "o texto original para o que ficou conhecido como post-rock, uma releitura fragmentada e quase geométrica da música rock, despojada de seu impulso dionisíaco". Rachel Devine, do The List, chamou Spiderland de "indiscutivelmente o [álbum] mais desproporcionalmente influente da história da música". Stuart Berman, da Pitchfork, observou como o álbum "motivou um conjunto de bandas semipopulares no final dos anos 90, e início dos anos 2000 a adotar o seu esquema de sussurro para grito. É a inspiração sem limites que ele fornece perpetuamente para todas as bandas que ainda não saíram do porão". Em 2015, Gigwise nomeou o álbum em sua lista de "Os 11 álbuns de post-hardcore mais cruéis de todos os tempos."
Na década de 2010, Mark Deming, da AllMusic, descreveu-o como um dos álbuns mais singulares e importantes dos anos 90, e em 2003, Pitchfork nomeou-o o décimo segundo melhor álbum dos anos 90. Escrevendo em 2000, Robert Christgau foi menos entusiástico, e disse que, apesar do seu "efeito de saco triste", os Slint são na verdade "art-rockers sem a coragem das suas pretensões", e observou que as letras não eram do seu agrado. No The New Rolling Stone Album Guide, o jornalista Mac Randall sentiu que, embora seja mais acessível do que o Tweez, "a ausência de qualquer coisa que se assemelhe a uma melodia continua a incomodar". O fundador do Touch and Go, Corey Rusk, observou como o Spiderland é "como um ícone agora. Mas quando ele foi lançado, ninguém se importou! A banda havia se separado quando o álbum foi lançado, e ele realmente não vendeu muito bem, ou foi escrito muito sobre ele no ano em que foi lançado. Mas foi um disco revolucionário e inovador, e é um dos poucos casos em que as pessoas o alcançaram mais tarde."

### Reuniões

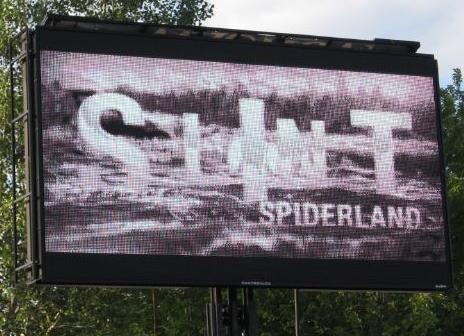
Outdoor promovendo a apresentação do álbum pelo Slint no Pitchfork Music Festival de 2007

Após a separação do Slint em novembro de 1990,  os membros passaram a tocar em outros projetos, notadamente Tortoise, The Breeders, Palace e The For Carnation. Eles se reuniram brevemente em 2005 para uma turnê de dezoito datas. Pajo disse que eles não "queriam ser uma banda de reunião que continua se reunindo. [...] Eu sei que vai ser isso." A apresentação do álbum em 2007 na série de concertos "Don't Look Back" do All Tomorrow's Parties, celebrando álbuns clássicos levou a uma turnê que incluiu uma aparição no Pitchfork Music Festival de 2007 e no festival Primavera Sound.
Os críticos divergiram em suas avaliações sobre a reunião. Alguns viam a música de estúdio da banda como fundamentalmente inadequada para apresentações ao vivo. Jim DeRogatis, do Chicago Sun-Times, escreveu que, embora "os fãs tenham recebido [a apresentação do Slint no Pitchfork Music Festival] como um presente do céu. [...] as linhas de guitarra frágeis e entrelaçadas dos músicos, as tentativas murmuradas de poesia e as personalidades shoegazer pouco inspiradoras não combinavam bem com o cenário e a ocasião." Tanto DeRogatis quanto o The AV Club notaram que a performance da banda foi prejudicada por problemas de som. De acordo com o crítico do Vulture, Nick Catucci, seu "álbum profundamente taciturno e executado com esmero finalmente soou, dezesseis anos depois... como o encolher de ombros existencial e aniquilador do cosmos que foi imaginado. O que quer dizer: soou muito bom."

## Caixa remasterizada
Em 2014, a Touch and Go reeditou Tweez e uma versão de Spiderland remasterizada por Bob Weston a partir das fitas originais analógicas. As faixas bônus foram selecionadas pela banda, e incluem demos, outtakes e uma apresentação ao vivo. As canções de transição (escritas depois de Tweez, mas antes da maior parte das faixas de Spiderland) "Pam" e "Glenn" (cuja gravação é descrita como contendo um dos melhores sons de bateria que Albini já alcançou) foram gravadas durante as sessões de Spiderland, mas não conseguiram entrar no álbum.

## Lista de faixas
Todas as músicas escritas por Slint.
| N.º            | Título                  | Duração |  |
| 1.             | "Breadcrumb Trail"      | 5:55    |  |
| 2.             | "Nosferatu Man"         | 5:35    |  |
| 3.             | "Don, Aman"             | 6:28    |  |
| 4.             | "Washer"                | 8:50    |  |
| 5.             | "For Dinner..."         | 5:05    |  |
| 6.             | "Good Morning, Captain" | 7:36    |  |
| Duração total: | Duração total:          | 39:31   |  |

| Críticas profissionais | Críticas profissionais |
| ---------------------- | ---------------------- |
| Caixa de 2014          |                        |
| Pontuações agregadas   |                        |
| Fonte                  | Avaliação              |
| Metacritic             | 99/100                 |
| Avaliações da crítica  |                        |
| Fonte                  | Avaliação              |
| AllMusic               | [ 64 ]                 |
| The A.V. Club          | A                      |
| Mojo                   | [ 81 ]                 |
| Pitchfork              | 10/10                  |
| Q                      | [ 82 ]                 |
| Record Collector       | [ 83 ]                 |
| Uncut                  | 9/10                   |

| Faixa bônus digital |                           |         |  |
| N.º                 | Título                    | Duração |  |
| 7.                  | "Utica Quarry, Nighttime" | 15:38   |  |
| Duração total:      | Duração total:            | 55:09   |  |

| Versão remasterizada de luxo de 2014 |                                                              |         |  |
| N.º                                  | Título                                                       | Duração |  |
| 1.                                   | "Breadcrumb Trail" (Remasterized)                            | 5:54    |  |
| 2.                                   | "Nosferatu Man" (Remasterized)                               | 5:34    |  |
| 3.                                   | "Don, Aman" (Remasterized)                                   | 6:27    |  |
| 4.                                   | "Washer" (Remasterized)                                      | 8:49    |  |
| 5.                                   | "For Dinner..." (Remasterized)                               | 5:05    |  |
| 6.                                   | "Good Morning, Captain" (Remasterized)                       | 7:41    |  |
| 7.                                   | "Nosferatu Man" (Prática no porão)                           | 7:05    |  |
| 8.                                   | "Washer" (Prática no porão)                                  | 4:48    |  |
| 9.                                   | "Good Morning, Captain" (Demo)                               | 7:34    |  |
| 10.                                  | "Pam" (Mix grosseira do outtake de Spiderland)               | 4:44    |  |
| 11.                                  | "Glenn" (Outtake de Spiderland)                              | 7:59    |  |
| 12.                                  | "Todd's Song" (Canção pós-Spiderland em progresso)           | 7:22    |  |
| 13.                                  | "Brian's Song" (Demo pós-Spiderland)                         | 5:57    |  |
| 14.                                  | "Cortez the Killer" (Ao vivo em Chicago, 3 de março de 1989) | 8:36    |  |
| 15.                                  | "Washer" (Demo vocal em quatro faixas)                       | 7:21    |  |
| 16.                                  | "Nosferatu Man" (Demo vocal em quatro faixas)                | 5:23    |  |
| 17.                                  | "Pam" (Demo vocal em quatro faixas)                          | 3:33    |  |
| 18.                                  | "Good Morning, Captain" (Fita de Evanston Riff)              | 0:45    |  |
| 19.                                  | "Nosferatu Man" (Fita de Evanston Riff)                      | 3:18    |  |
| 20.                                  | "Pam" (Fita de Evanston Riff)                                | 4:39    |  |
| Duração total:                       | Duração total:                                               | 118:34  |  |

## Pessoal
A embalagem do álbum omitiu os nomes dos membros da banda. Os créditos da escalação abaixo são adaptados de The Great Alternative & Indie Discography (1999) de Martin C. Strong. Walford executou vocais e guitarra em "Don, Aman", acompanhado por Pajo na guitarra.
Slint
- Todd Brashear – baixo (faixas 1–2, 4–6)
- David Pajo – guitarra (faixas 1–6)
- Brian McMahan – vocais (faixas 1–4, 6) ; guitarra (faixas 1–2, 4–6)
- Britt Walford – bateria (faixas 1–2, 4–6) ; vocais (faixas 2, 3, 6), guitarra (faixa 3)

Outro pessoal
- Será que Oldham – fotografia (“foto de banda”)
- Brian Paulson – engenharia
- Noel Saltzman – fotografia (“foto de aranha”)

## Histórico de lançamento
| Região                  | Data                  | Etiqueta(s)          | Formato(s) |
| ----------------------- | --------------------- | -------------------- | ---------- |
| Diversas                | 27 de março de 1991   | Touch and Go Records | CD, vinil  |
| Estados Unidos e Canadá | 1995                  | Touch and Go Records | CD         |
| EUA                     | 20 de janeiro de 2004 | Touch and Go Records | Vinil      |
| EUA                     | 2011                  | Touch and Go Records | CD         |
| EUA, Canadá e Japão     | 2014                  | Touch and Go Records | CD, vinil  |
| EUA                     | 2022                  | Touch and Go Records | Vinil      |

## Elogios
| Publicação | País           | Elogio                                   | Ano  | Classificação |
| ---------- | -------------- | ---------------------------------------- | ---- | ------------- |
| Pitchfork  | Estados Unidos | Os 100 melhores álbuns da década de 1990 | 1999 | 12            |
| NME        | Reino Unido    | Os 500 maiores álbuns de todos os tempos | 2013 | 314           |
| Spin       | NÓS            | 100 melhores álbuns, 1985–2005           | 2005 | 94            |